# 亞歷山德羅·馬特里
亞歷山德羅·馬特里（義大利語：Alessandro Matri，發音：[alesˈsandro ˈmaːtri]；1984年8月19日—），意大利足球運動員，司職前鋒，現效力萨索洛。馬特里早年在米兰青训营成长，随后接连被租借到低级别的普拉托、卢梅扎内、里米尼三家球队效力。2007年，马特里加盟卡利亞里，三个半赛季联赛出场125次、打入36球。2011年初，马特里转会尤文图斯。2010/11赛季意甲联赛，马特里共打入20球，位列意甲射手榜第四。2013年，马特里转会AC米兰，15次联赛出场仅打入一球，他因此被调侃为“铁卫”。米兰随后先后将他外租至費倫天拿、熱拿亞、尤文圖斯和拉素。租借效力尤文图斯的半年里，虽然马特里没有打入联赛进球，但是在意大利杯决赛替补上场，在加时赛中打入制胜球，帮助尤文图斯第10次捧杯。2016年夏，马特里免费加盟萨索洛。

## 俱乐部生涯

### 早期
馬特里生于意大利伦巴第大区的圣安杰洛洛迪贾诺，这是一个距米兰30公里的小镇。马特里起初在一家名叫凡福拉的小球队踢球，12岁时进入AC米兰少年队，后来进入米兰青年队。
2003年5月24日，马特里迎来了他职业生涯的首演。意甲联赛米兰客场与皮亚琴察的比赛中，马特里首发出场。由于米兰4天后要在欧冠决赛对阵尤文图斯，主教练安切洛蒂让大部分主力球员休息，在大名单中招入了13名米兰青年队球员。场上，马特里搭档米凯莱·皮科洛。第71分钟，马特里被罗伯托·博尔托洛托替换下场。马特里的首场职业比赛中，他没有进球，以替补出战的AC米兰2比4败给了已经注定降级的皮亚琴察。
接下来一个赛季中，他一直在米兰20岁以下青年队比赛，没有代表一线队出场。在2004/05和2005/06赛季，他离开米兰，先后被租借到两家意丙一球队。2004/05赛季他和皮科洛一起被租借给普拉托。2005/06赛季则去了卢梅扎内。效力意丙一的两年里，马特里在联赛出场64次，打进18球。

### 里米尼
2006/07赛季，马特里被米兰租借到意乙球队里米尼。在这里，他与阿德里安·里基乌蒂、热达和大卫·莫斯卡尔德利合作。后三者经验更丰富，后来都踢上了意甲。相比之下较为稚嫩的马特里有时作为替补上场。效力里米尼期间，马特里在意乙联赛打进4球，而且这四球都是在2007年的三月和四月间打进的。对阵布雷西亚时，马特里梅开二度；对特雷维索时，他打进一球；主场与切塞纳的德比战中，马特里打入决定结果的一球。他还在意大利杯进了一球。

### 卡利亚里
2007年6月，意甲球队卡利亚里花费230万欧元买下了马特里的一半所有权。在卡利亚里，他与国际米兰来的罗伯特·阿夸弗雷斯卡组成锋线组合。这个赛季，马特里和阿夸弗雷斯卡的锋线组合一共打进16球，其中马特里打进6球。他超过了打入5球的中场球员帕斯夸莱·福贾和达尼埃莱·孔蒂。二人的替补热达在半赛季打入3球，另一位替补华金·拉利维在一个赛季只打入一球。2008年6月，卡利亚里又花了200万欧元，买下马特里另一半所有权。这样，马特里完全属于卡利亚里了。
接下来的一个赛季，由于热达和阿夸弗雷斯卡状态更好，马特里沦为球队前锋线的第三选择。这赛季的31场意甲比赛中，他打入6球。不过，这31次出场只有11次是首发。
2009年夏天，阿夸弗雷斯卡离开卡利亚里。于是，马特里和热达成为新赛季卡利亚里的锋线主力组合。新加盟球队的2008年至2009年葡萄牙足球超级联赛金靴内内则担任他俩的替补。这个赛季，他成了球队的头号得分手，打进12粒联赛进球，超过了进7球的内内和6球的热达。
2010/11赛季意甲联赛中，阿夸弗雷斯卡重回卡利亚里，马特里再次与他搭档。在冬季转会窗马特里离队之前，马特里在22场联赛中打入11球，阿夸弗雷斯卡21次出场11次首发打入3球，内内20次出场14次首发打入4球。

### 尤文图斯
2011年1月31日冬季转会窗口的最后几个小时，马特里租借加盟尤文图斯，租期直到赛季末，租借费250万欧元。那时，媒体传言米兰、尤文图斯、費倫天拿都想买马特里。2011年元旦以来，尤文图斯成绩不佳，五轮比赛一胜一平三负，滑落到积分榜第七位，急需解决锋线问题。皮耶罗日渐老迈，状态下滑；夸利亚雷拉、亚昆塔、托尼伤病不断；阿毛里状态不佳，外租帕尔马。尤文图斯为了引进马特里，把洛倫佐·阿里奥多的一半所有权卖给了卡利亚里。此前卡利亚里与尤文图斯共有阿里奥多，这次卡利亚里彻底买下了他。马特里250万欧元的租借费用由阿里奥多的一半所有权折抵。根据租借合同，尤文图斯可以先租后买，在赛季结束时以1550万欧元买断马特里，也就是说马特里的身价总和为1800万欧元。
仅仅两天后，马特里就身着尤文图斯球衣踏上意甲赛场，在2比1击败巴勒莫的比赛上首次代表尤文图斯出场。2月5日，马特里回到撒丁岛，面对老东家卡利亚里。他在比赛中打入两球，帮助尤文图斯以3比1取胜。这是马特里第一次为尤文图斯进球。2月13日，马特里在意大利国家德比中打入一记头球，帮助尤文图斯以1比0击败国际米兰。至此，马特里在加盟尤文图斯后的三场比赛中共打入三球。此后三轮与莱切、博洛尼亚和米兰的比赛中，马特里没能进球。不过，此后与切塞纳的比赛中马特里再次梅开二度，但是尤文图斯随后连丢两球，只取得一分。客场与罗马的比赛中，马特里打入他加盟尤文图斯之后的第六个进球。后半个赛季，他在尤文图斯的15场比赛一共打进9球，加上在卡利亚里进的11个球，他在这个赛季一共进了20个球，排在意甲射手榜的第四位。6月22日，马特里永久转会尤文图斯。按照之前的约定，尤文图斯将分三年向卡利亚里支付1550万欧元转会费。马特里与尤文图斯签约三年，合同至2015年6月30日。
在尤文图斯的第二个赛季，新主帅安东尼奥·孔蒂带领球队夺得意甲联赛冠军。马特里在联赛中打进10球，成为尤文图斯队内的并列第一射手。这个赛季，尤文图斯还打入了2012年意大利杯决赛，但是败给了那不勒斯。赛季中的2012年2月25日，马特里在圣西罗球场打入扳平比分的一球，帮助球队以1比1逼平AC米兰。2012年4月2日，尤文图斯宣布与马特里续约两年，合同将在2017年6月30日到期。
2012/13赛季初，马特里和球队一起捧起了2012年意大利超级杯。随后，他首次在欧洲赛场亮相，踢上了欧冠联赛。16强淘汰赛中，他打入一粒进球，帮助尤文图斯3比0客场击败凯尔特人队。这是他在欧冠联赛中的首粒入球。四分之一决赛中，他攻入自己的欧冠第二球，但尤文图斯还是被当届冠军拜仁慕尼黑淘汰。在尤文图斯的第三个赛季，马特里和球队蝉联意甲联赛冠军。2013年8月18日，尤文图斯4比0击败拉齐奥，马特里第二次赢得意大利超级杯冠军。不过，8月底他就离开了尤文图斯。

### 回到米兰
2013年8月30日，米兰宣布回购青训产品马特里，转会费达1200万欧元，首付200万欧元，余下的1000万欧元分四年付清。马特里与米兰签约四年，年薪为260万欧元。马特里加盟米兰的消息传出之后，在欧冠资格赛第二回合米兰主场3比0战胜荷甲埃因霍温的比赛上，南看台的米兰球迷拉出横幅，抵制马特里加盟。此时的AC米兰财政紧张，在转会市场上的投入并不多，由于主教练阿莱格里坚持要买马特里，米兰俱乐部便在马特里身上花了1200万欧元。这已是马特里第二次与阿莱格里合作。2007年至2011年马特里在卡利亚里效力，而阿莱格里在2008至2010年担任卡利亚里的主教练。马特里穿上了因扎吉等人穿过的9号球衣。2013年9月1日，米兰3比1战胜卡利亚里的比赛中，马特里完成了赛季的首次出场。这个赛季马特里陷入了进球荒，直到2013年10月27日米兰客场2比3输给帕尔马的比赛，他才进了一个球。不过，伤停补时阶段帕尔马获得任意球，马特里防守失误，导致帕尔马再度领先。而这也是他代表米兰参加15场意甲联赛所打入的唯一进球。加上其它赛事，18场比赛中马特里也只打入了一粒进球。由于进球太少，马特里被视作水货，遭到球迷的嘘声，还被中国球迷和媒体调侃为“铁卫”。引进马特里也被视为那年夏天米兰引援的败笔。2015年1月12日，意甲联赛第19轮，米兰在两球领先的情况下客场3比4不敌升班马萨索洛。1月13日，米兰俱乐部宣布阿莱格里下课。1月14日，米兰俱乐部宣布马特里离开球队，以租借方式加盟佛罗伦萨。

### 租借佛罗伦萨
2014年初，马特里租借加盟意甲球队佛罗伦萨。佛罗伦萨正遭受着锋线伤病危机，主力前锋、当时的意甲射手榜第一名、攻入14球的朱塞佩·罗西刚刚受伤，德国国脚戈麦斯受伤已久。2014年1月19日，马特里首次为佛罗伦萨上场，首场比赛就梅开二度，帮助球队3比0客场击败卡塔尼亚。2月21日，他首次在欧罗巴联赛亮相，那是十六强赛对阵丹麦球队埃斯比约的比赛，马特里攻入打破僵局的进球，佛罗伦萨最终在客场以3比1取胜。在佛罗伦萨的这半个赛季，马特里在联赛出场15次，打进4球，各项赛事共出场21次，打进5球。他还随佛罗伦萨打入2014年意大利杯决赛。赛季结束后，租借期满的马特里回到了米兰。

### 租借热那亚
2014年7月11日，米兰再次将马特里外租，这次的下家是热那亚，租期至赛季末。不久前，热那亚将前锋吉拉迪诺卖给了广州恒大，马特里遂被视作吉拉迪诺的替身。2014年9月14日，马特里替换毛里西奥·皮尼利亚上场，首次代表热那亚亮相意甲，对手是他的老东家佛罗伦萨俱乐部。2014年9月24日客战维罗纳，马特里一人打进两球，热那亚以2比2逼平维罗纳。这是马特里第一次为热那亚进球。10月5日，热纳亚客场2比1完胜帕尔马，马特里打进了他职业生涯第100个进球。10月26日，热那亚2比1击败切沃，马特里打进热那亚队史上第1600个意甲联赛进球，这也是他的赛季第四球。这半个赛季的各项赛事上，他为热那亚共出场17次，打入7球，还有5次助攻。

### 重回尤文图斯
2015年2月2日，尤文图斯宣布马特里租借加盟，他将效力到赛季结束。那个冬天，前锋乔文科提前与尤文图斯解约。尤文图斯从热那亚签下马特里，将他作为特维斯和略伦特的替补。此时尤文图斯的主教练是阿莱格里，这是马特里第三次与他合作。4月7日意大利杯半决赛第二回合，尤文图斯客场对阵佛罗伦萨，由于特维斯受伤，马特里获得了首发机会。前一回合尤文图斯以1比2落败。比赛中，马特里首开纪录，此后还完成一个助攻，帮助球队以3比0取胜。尤文图斯总比分4比2淘汰佛罗伦萨，进军2015年意大利杯决赛。2015年5月20日意大利杯决赛上，马特里在第84分钟替补略伦特上场。由于90分钟中尤文图斯和拉齐奥战成1比1平，比赛进入了加时赛。第97分钟，马特里补射破网。尤文图斯凭借这个进球，夺得了队史上第10个意大利杯冠军。加上此前提前夺得意甲冠军，尤文图斯这个赛季再次成为双冠王。

### 租借拉齐奥
2015年夏天，马特里租借到期，返回米兰。媒体传闻，有英超球队报价马特里，但是米兰新帅米哈伊洛维奇拒绝了报价。随后又有报道，马特里已不在新赛季米哈伊洛维奇的建队计划中，博洛尼亚有意求购马特里，但是由于受伤，米兰叫停了马特里的转会交易。8月31日，拉齐奥宣布租借马特里一个赛季，不含买断条款。9月13日晚意甲联赛第3轮主场与乌迪内斯的比赛，马特里在第56分钟替补出场，随后攻入两球，帮助球队2比0取胜，这是他在拉齐奥的首秀。这个赛季他的表现中规中矩，在意甲总共出场19次，进了4个球。加上意大利杯和欧洲联盟杯的比赛，他共出场31次，打入7球。

### 萨索洛
2016年8月17日，萨索洛宣布签下马特里。马特里与AC米兰原本还有一年的合同，但是AC米兰决定免费放行，萨索洛没有花转会费。

## 国家队生涯
普兰德利执教期间，2011年2月9日意大利对德国的友谊赛前，马特里被召入意大利国家队，这是他第一次入选意大利国家队。2011年3月29日，意大利在基辅对阵乌克兰的友谊赛中，马特里第61分钟替补罗西登场，在第81分钟由乔文科助攻打入一球。他第一次为意大利国家队出场同时打入了第一粒国家队入球。2012年夏天，马特里身为尤文图斯队内射手榜并列第一，却落选了普兰德利执教意大利队备战欧洲杯的名单。他的7位尤文图斯队友入选了这份32人名单。为此，意大利国家电视台给他颁发了金貘奖。普兰德利的解释是，落选的前锋都是由于战术因素。此后一段时间，马特里未再入选国家队。2014年租借加盟热那亚后，马特里才重新获得入选国家队的机会。

## 出场纪录
数据截至2015年5月20日
| 俱乐部   | 赛季    | 联赛 | 联赛 | 杯赛 | 杯赛 | 欧洲比赛 | 欧洲比赛 | 总计 | 总计 |
| 俱乐部   | 赛季    | 出场 | 进球 | 出场 | 进球 | 出场     | 进球     | 出场 | 进球 |
| -------- | ------- | ---- | ---- | ---- | ---- | -------- | -------- | ---- | ---- |
| AC米蘭   | 2002–03 | 1    | 0    | 0    | 0    | 0        | 0        | 1    | 0    |
| AC米蘭   | 2003–04 | 0    | 0    | 0    | 0    | 0        | 0        | 0    | 0    |
| 普拉托   | 2004–05 | 32   | 5    | 4    | 0    | -        | -        | 36   | 5    |
| 卢梅扎内 | 2005–06 | 34   | 13   | 1    | 1    | -        | -        | 35   | 14   |
| 里米尼   | 2006–07 | 28   | 4    | 2    | 1    | -        | -        | 30   | 5    |
| 卡利亞里 | 2007–08 | 34   | 6    | -    | -    | -        | -        | 34   | 6    |
| 卡利亞里 | 2008–09 | 31   | 6    | -    | -    | -        | -        | 31   | 6    |
| 卡利亞里 | 2009–10 | 38   | 13   | 1    | 0    | -        | -        | 39   | 13   |
| 卡利亞里 | 2010–11 | 22   | 11   | 1    | 0    | -        | -        | 23   | 11   |
| 卡利亞里 | 小计    | 125  | 36   | 2    | -    | -        | -        | 127  | 36   |
| 尤文圖斯 | 2010–11 | 16   | 9    | 0    | 0    | 0        | 0        | 16   | 9    |
| 尤文圖斯 | 2011–12 | 31   | 10   | 1    | 0    | 0        | 0        | 32   | 10   |
| 尤文圖斯 | 2012–13 | 22   | 8    | 4    | 0    | 9        | 2        | 35   | 10   |
| AC米蘭   | 2013–14 | 15   | 1    | 0    | 0    | 3        | 0        | 18   | 1    |
| AC米蘭   | 小计    | 16   | 1    | 0    | 0    | 3        | 0        | 19   | 1    |
| 費倫天拿 | 2013–14 | 15   | 4    | 3    | 0    | 3        | 1        | 21   | 5    |
| 热那亚   | 2014–15 | 16   | 7    | 1    | 0    | -        | -        | 17   | 7    |
| 尤文圖斯 | 2014–15 | 5    | 0    | 2    | 2    | 2        | 0        | 9    | 2    |
| 尤文圖斯 | 小计    | 74   | 27   | 7    | 2    | 11       | 2        | 90   | 31   |
| 拉齐奥   | 2015–16 | 19   | 4    | 2    | 1    | 10       | 2        | 31   | 7    |
| 总计     | 总计    | 358  | 101  | 22   | 5    | 27       | 5        | 407  | 111  |

## 荣誉
尤文图斯
- 意甲联赛冠军（3）：2011-12，2012-13，2014-15
- 意大利杯冠军（1）：2014–15（英语：2014–15 Coppa Italia）
- 意大利超级杯冠军（2）：2012，2013

## 外部連結
- 亞歷山德羅·馬特里的Facebook專頁
- 亞歷山德羅·馬特里的X（前Twitter）
- 马特里的个人网站
- 马特里资料 - 米兰体育报 （页面存档备份，存于） （意大利文）
- 马特里资料 - Football.it（页面存档备份，存于） （意大利文）